# Florence Ndagire
Florence Ndagire là một nữ luật sư người Uganda, làm việc như một nhà nghiên cứu pháp lý và luật sư nhân quyền tại Liên Hợp Quốc (LHQ) có trụ sở tại Geneva, Thụy Sĩ. Ndagire hoàn toàn bị mù, và cũng là chủ tịch của Nhóm Phụ nữ Liên Hợp Quốc, cho Đông và Nam Phi, bao gồm 12 quốc gia. Cô là người khiếm thị đầu tiên đủ điều kiện và nhận được giấy phép làm luật sư ở Uganda.

## Bối cảnh và giáo dục
Cô được sinh ra ở Nkokonjeru, quận Buikwe năm 1984, với cha mẹ là Joyce Nabinaka và Francis Kayizi. Cô sinh non vào khoảng sáu tháng tuổi thai và được giữ trong lồng ấp tại bệnh viện. Khi cha mẹ cô đưa cô từ bệnh viện về nhà, họ nhận ra rằng đứa con mới chào đời của họ bị mù. Cô học tại trường tiểu học Bishop Wills ở quận Iganga. Sau khi học cấp hai, cô được nhận vào Đại học Makerere ở Kampala, để học luật. Khi ở Makerere, cô được bầu vào Hội đồng đại diện bang hội (GRC) để đại diện cho sinh viên trong Khoa Luật. Sau khi có được bằng Cử nhân Luật, từ Makerere, cô đã nhận được Chứng chỉ hành nghề pháp lý từ Trung tâm phát triển luật (LDC), cũng tại Kampala. Sau đó, cô nhận bằng Thạc sĩ Luật tại Đại học Leeds ở Vương quốc Anh. Trong một cuộc phỏng vấn vào năm 2012, Ndagire đã đọc về quá khứ của Francis Ayume (1940 đến 2004), với cảm hứng cho cô học luật. Cô thường nghe Ayume trên đài phát thanh và truyền hình, khi cô lớn lên và Ayume vẫn còn sống.

## Nghề nghiệp
Sau khi tốt nghiệp Trung tâm Phát triển Luật, và được nhận vào Đoàn luật sư vào năm 2009, lần đầu tiên cô làm Trợ lý Pháp lý tại công ty luật Mukisa & Mukisa Company Advocates, làm việc ở đó từ tháng 7 năm 2009 đến tháng 7 năm 2010. Sau đó, cô được thuê bởi Hiệp hội trẻ em khuyết tật ở Uganda, một tổ chức phi lợi nhuận, làm việc ở đó với tư cách là Cán bộ vận động chính sách và vận động chính sách từ tháng 10 năm 2009 đến tháng 10 năm 2011. Sau đó, từ tháng 3 năm 2012 đến tháng 7 năm 2013, cô được tuyển dụng làm Chuyên viên gây quỹ và vận động tại Hiệp hội quốc gia Uganda của người mù.
Vào tháng 8 năm 2013 cho đến tháng 12 năm 2014, cô làm việc với tư cách là Nhân viên gây quỹ và Nhân quyền cho tổ chức phi lợi nhuận Light of the World, có trụ sở tại Hà Lan, có văn phòng tại Uganda. Sau đó, cô làm việc cho ADD International, một tổ chức phi lợi nhuận có trụ sở tại Vương quốc Anh. Cô làm việc tại văn phòng Kampala của họ, với tư cách là một nhân viên chương trình cao cấp từ tháng 2 năm 2015 đến tháng 10 năm 2016.
Bắt đầu từ tháng 10 năm 2016, cô được Liên Hợp Quốc tuyển dụng làm Báo cáo viên đặc biệt của Liên Hợp Quốc về Quyền Người khuyết tật, có trụ sở tại Geneva, Thụy Sĩ. Các báo cáo của cô được Hội đồng Nhân quyền xem xét phê duyệt.